# Venera in Adonis (Tizian, Madrid)
Venera in Adonis je oljna slika na platnu (186 x 207 cm), ki jo je leta 1553 ustvaril italijanski slikar Tizian. Hranijo ga v muzeju Prado v Madridu.
Tizian je sčasoma naslikal več različic te teme. Ta, narejena za Filipa II. leta 1553, je prva.

## Zgodovina
Ob vrnitvi v Benetke oktobra 1548 iz Auguste, se je Tizian znašel na pomembni prelomnici v svojem življenju in svoji umetniški karieri. Od petdesetih let naprej bo umetnik pravzaprav delal vse manj in v delih, ki bodo vse manj pomembna za njegovo mesto. Zato je treba zanikati tradicionalno mnenje, po katerem je slikar vse življenje obvladoval beneško umetniško in politično sceno.
Slikarjevo dejavnost so pravzaprav postopoma prevzela naročila Karla V., nato pa naročila Filipa II., ki ni bil »pokrovitelj umetnosti«, temveč izkušen zbiratelj. Po Danaji, poslani ob kraljevi poroki z Marijo Tudor 25. julija 1554, je Tizian kralju pisal, da »ker se Danaja, ki sem jo že poslal vašemu veličanstvu, v celoti vidi od spredaj, sem želel variirati to drugo poesijo in jo pripraviti do tega, da pokaže nasprotno stran, tako da postane garderoba, kjer se morajo zadrževati, bolj privlačna za oko.«
Klasične mitološke teme, če smo jasni, so v Benetkah ob koncu stoletja še naprej modne: Andrea Schiavone, Paris Bordon, Tintoretto, Paolo Veronese v tistih letih ustvarjajo različna platna, ki jih navdihujejo klasični miti. Namesto tega gredo vse Tizianove slike tega tipa k Filippu, in ko gredo preveč čez okus časa, ostanejo pri slikarju, kar ni rezultat naročila, temveč zavestne in neodvisne izbire (popolnoma izjemno vedenje za čas).
V resnici je Tizianovo gibanje za razumevanje mita v teh letih – v nasprotju z mladim Tizianom o Bakanalici ali o Bakhu in Ariadni – globoko nezdružljivo s prevladujočo kulturo tistega časa. Umetnik v svojih slikah potegne grenak sklep, da je za ljudi bolje, če nimajo nič z bogovi, ker bodo iz tega prišle le težave: melanholična meditacija o nasilju starodavnih basni, »poezije«, kot jih je poimenoval umetnik, česar novi bogovi ali polbogovi njegovega časa niso mogli razumeti: preprosto so od drugih pridobili bolj konformistične in pomirjujoče upodobitve mita. Tako je na primer Tintoretto znal – in to z velikim uspehom – preoblikovati najbolj znan mitološki »trikotnik« v pochade.
Izhodišče za Venero in Adonisa pripoveduje Ovid: lovec Adonis zapusti Venero in ubil ga bo razjarjeni merjasec. Slika, poslana leta 1554 Filipu II. in je zdaj v Pradu, je imela več drugih različic, s sodelovanjem delavnice ali brez nje.

## Opis
Danilo se je. Po noči ljubljenja lovec Adonis pripravi pse in se, pusti Kupida še spečega, odpravi na lov, zaman ga zadržuje prelepa Venera.
Tizian predstavlja poseben trenutek v zgodovini: zapustitev Venere, ki z zvijanjem telesa poskuša zadržati mladeniča. Odhodu je naklonjena Ljubezen, ki spi in zato v tistem trenutku ne more storiti ničesar. Neizbežni zaključek, to je Adonisova smrt, umetnika ne zanima, temveč želi prikazati negativnost lova, metaforo življenja, podvrženega muhavosti sreče in božanske krivice.
Gre torej za poanto, to je Adonisov beg, ki ga ne pripoveduje Ovid in tradicija, ki si jo Tizian popolnoma izmisli: ni več Venera tista, ki odhaja, temveč Adonis tisti, ki raje lovi; na ta način je poudarjena tragična odločitev za lov in Venerin poskus, da ga pridrži; to "licenco" je kritiziral tudi Borghini v svojem Riposo.
Celoten prizor z Adonisom, ki gleda, ne da bi pogledal, amforo – znamenjem volupte – prevrnjeno na tla, spečo ljubeznijo, ki še vedno drži puščico strasti v roki, nakazuje resničnost neizpolnjene ali vsaj prekinjene erotike.
Zelo posebna drža Venere je dala misliti na znamenito serijo reliefov, znanih kot Polikletova postelja. Medtem ko je zgornji del telesa upodobljen z naturalizmom in popolnimi proporci, se medenica in noge zdijo nesorazmerne in pretirano težke na bokih in stegnih.

## Nekatere druge različice
- Tizian, Venera in Adonis, 1555, Narodna galerija, London
- Tizian, Venera in Adonis, 1560 ca, privatna zbirka, Oxford, Ashmolov muzej
- Tizian, Venera in Adonis, 1560 ca, New York, Metropolitanski muzej umetnosti
- Tizian, Venera in Adonis, 1560 ca, Washington, National Gallery of Art